# Dystrykt Hajdarabad
Dystrykt Hajdarabad (urdu: ضِلع حیدرآباد, Hyderabad) – dystrykt w południowym Pakistanie w prowincji Sindh. W 1998 roku liczył 2 891 488 mieszkańców (z czego 52,26% stanowili mężczyźni) i obejmował 476 321 gospodarstw domowych. Siedzibą administracyjną dystryktu jest Hajdarabad.